# Snowdrop (série télévisée)
Snowdrop (hangeul : 설강화 ; RR : Seolganghwa) est une série télévisée sud-coréenne diffusée depuis le 18 décembre 2021 sur JTBC,.

## Synopsis
Snowdrop se déroule dans le contexte du Mouvement pour la démocratie de 1987, qui était un mouvement de protestation massif dans le but de forcer le gouvernement autoritaire de Corée du Sud à organiser des élections équitables. À la suite des protestations massives, des élections démocratiques auront lieu en décembre 1987, qui conduiront plus tard à la fin du régime autoritaire et à l'établissement d'un régime démocratique dans la Sixième République de Corée.
Lim Soo-ho joue le personnage d'un supposé étudiant diplômé qui est retrouvé blessé et couvert de sang par Eun Yeong-ro, une étudiante universitaire. Ignorant sa réelle identité, la jeune fille l'a caché dans le dortoir de son université pour femmes, obtenant la complicité de ses camarades de chambre. Cependant, il est révélé que Soo-ho n'est pas le jeune homme qu'on peut penser. Eun Yeong-ro n'est pas non plus une simple étudiante ordinaire. Sur fond de troubles politiques et d'affaire de corruption majeure entre la Corée du Nord et la Corée du Sud, l'histoire amoureuse se déroule et les deux personnages finissent par construire une relation amoureuse.

## Distribution

### Acteurs principaux
- Jung Hae-in (VF : Martin Faliu) : Lim Soo-ho / Ri Tae-san
- Kim Ji-soo : Eun-Yeong ro
- Yoo In-na (VF : Aude Saintier) : Kang Chung-ya
- Jang Seung-jo (VF : Marc Arnaud) : Lee Kang-moo
- Yoon Se-ah : Pi Seung-hee
- Jung Yoo-jin (VF : Pamela Ravassard) : Jang Han-na

### Acteurs secondaires

#### Personnes associées à l'Agence nationale de planification de la sécurité
- Heo Joon-ho (VF : Xavier Béja) : Eun Chang-soo
- Park Sung-woong : Nam Tae-il
- Lee Hwa-ryong : Ahn Kyung-hee
- Kim Jung-nan (VF : Julie Turin) : Hong Ae-ra
- Jung Hye-young : Jo Sung-shim
- Baek Ji-won : Choi Mi-hye

#### Les gens autour de Young-ro
- Jung Shin-hye (VF : Camille Ravel) : Go Hye-ryung
- Kim Mi-soo : Ahn Jung-min
- Choi Hee-jin : Yoon Seol-hee
- Ahn Dong-goo (VF : Guillaume Pevée) : Choi Byung-tae
- Kim Jong-soo : Kim Man-dong
- Nam Mi-jung : Oh Deok-shim
- Kim Jeong-hoon : Kim Sang-beom

#### Les gens autour de Soo-ho
- Kim Min-kyu (VF : Arthur Khong) : Joo Gyeok-chan
- Jang In-sub : Eung-chul
- Heo Nam-joon (VF : Franck Lorrain) : Oh Kwang-tae
- Jeon Moo-song : Rim Ji-rok
- Jeon Ae-ri : Choi Soo-ryun

#### Autres
- Jung Yi-seo : Shin Kyung-ja
- Park Ye-ni : Kim Ye-ni
- Lee Jung-hyun : Park Geum-cheol

### Apparitions spéciales
- Yum Jung-ah

## Diffusion
- JTBC (2021-2022)
- Disney+